# 우에다 타츠야
우에다 타츠야(일본어: 上田 竜也 우에다 다쓰야[*], 1983년 10월 4일~)는 일본의 가수, 배우이며, 남성 아이돌 그룹 KAT-TUN의 멤버이다.
카나가와 현 출신. STARTO ENTERTAINMENT 소속. 쇼와 제1고등학교 졸업.

## 내력
1998년 6월 22일에 쟈니즈 사무소 입소. 당시에는 까까머리였기 때문에, 쟈니 키타가와의 〈스님 좋아〉의 한마디로 합격.
2001년에 NHK 종합 《팝 잼》에서 도모토 코이치의 전속 백 댄서로서 결성한 KAT-TUN의 멤버로 선택되어 2006년 3월 22일, 싱글 〈Real Face〉로 CD 데뷔.
2008년 9월 8일 ~ 9월 21일, 첫 솔로 콘서트 《MOUSE PEACE》를 공연.
2009년, 첫 주연 무대 《로미오와 줄리엣》을 도쿄 글로브좌(2009년 3월 4일 ~ 3월 29일)와 산케이홀 브리제(2009년 4월 2일 ~ 4월 5일)에서 공연. 또, 동년 4월부터는 후지 TV 게츠쿠 드라마 《결혼활동!》으로 연속 드라마에 첫 출연.
2010년 8월 4일 ~ 10월 3일, 솔로 콘서트 《MOUSE PEACE uniting with FiVe TATSUYA UEDA LIVE 2010》을 공연.
2011년 10월기의 TBS 계열 드라마 《런어웨이~사랑하는 너를 위해서》로 약 2년만에 연속 드라마에 출연해, 동 드라마의 역할 연구 때문에, 머리카락을 싹둑 잘라, 삭발을 했다. 그 후 머리카락을 기르고 있었지만, 영화의 출연이 정해졌기 때문에, 다시 삭발을 했다.

## 참가 유닛
- B.B.A.
- M.A.D.
- B.B.D.
- KAT-TUN
- 도시오토코 유닛
- MOUSE PEACE (솔로 콘서트에서의 밴드)

## 인물·에피소드
- 특기는 복싱으로, 10km 로드워크를 일과로 하고 있어, 〈복서 아이돌〉이라고 소개되기도 한다. TV 프로(카툰 KAT-TUN 제29회)에서 피로했을 때, 카타오카 츠루타로로부터 〈프로 테스트를 받는 편이 좋다〉라고까지 말해졌다.
- 복싱으로 단련하고 있기 때문에, 체력에는 자신이 있어, 〈카툰 KAT-TUN〉에서 후지산을 등산했을 때도, 격렬한 비에도 불구하고, 양쪽 발목에 추를 붙인 채 카메라마저 따라잡을 수 없는 속도로 등정했다.
- 매일 같은 단련과 복싱 덕분에 체지방율이 4%까지 내려간 적이 있으며, 언제나 6~8% 정도를 유지하고 있다.
- 우에다 자신의 솔로곡에서는 작사·작곡도 해낸다.
- 자원하여 KAT-TUN의 리더를 하고 있었지만, 당시 본인을 비롯한 혈기왕성한 멤버들 사이에 싸움이 많았고 그럴때마다 대표로 혼나는 것이 싫어 리더를 그만두었다. 그 이후로 KAT-TUN에는 리더가 없다.
- 개성 넘치는 멤버들 사이에서 묻히지 않기 위해 겹치지 않는 캐릭터를 추구했다. 멤버 수가 줄어들면서 그룹의 이미지, 색깔을 본인의 캐릭터로 뚜렷하게 나타내고 있다.
- 캇툰에서는 나카마루 유이치와는 사이가 좋고 개인적으로도 만날정도로 친하고 똑같이 매운거를 못먹기도 하다.
- 낯가림이 심하지만 캇툰에서 유일한 동갑인 나카마루 유이치가 다가와서 말걸어줘서 친하게 지낸다.
- 얼굴은 무섭게 생겼지만 웃으면 좋은미소가 나온다.
- 방송이나 뮤비나 실제로 보면 우에다 타츠야는 동갑내기 친구인 나카마루 유이치와 붙어있는 장면을 볼 수 있다. 우에다 타츠야는 실제로도 나카마루 유이치에게 장난을 치지 않는다. 서로의 진짜친구라는 것을 알수가 있다

## 출연

### 영화
- 영원의 0 (2013년 12월 21일) 코야마 역

### 텔레비전 드라마
- 무서운 일요일~2000~ (제8회) 〈사의 비밀〉 (2000년, NTV)
- 무서운 일요일~2000~ (제15회) 〈영원의 날들〉 (2000년, NTV)
- 사상 최악의 데이트 16화 흡혈귀 따위 두렵지 않다 (2001년, NTV)
- 결혼활동! (2009년 4월 ~ 6월, 후지 TV)
- 런어웨이~사랑하는 너를 위해 (2011년 10월 ~ 12월, TBS)
- 보이즈 온 더 런 (2012년 7월 ~ 9월, TV 아사히)
- 시각탐정 히구라시 타비토 (2017년 1월 ~ 3월, 닛폰 TV)
- 신주쿠 세븐(2017년. 테레비 도쿄)
- 절약록(2019년. 니혼테레비)

### 무대
- 로미오와 줄리엣 (2009년 3월 4일 ~ 29일, 도쿄 글로브좌·2009년 4월 2일 ~ 4월 5일, 산케이홀 브리제) 로미오 역
- 동면하는 곰 곁에서 함께 자보렴 (2014년 1월 9일 ~ 2월 1일, 시어터 코쿤·2월 7일 ~ 12일, 모리노미야 필로티 홀)
- 신세계 로망 오케스트라(2017)
- Political Mother The Choreographers Cut(2019년 4월. 분카무라 오차드 홀)
- endless shock eternal(한글:끝없는 충격 -영원한-)(2021년2월 24일~2021년3월31일)

### 라디오
- R-One KAT-TUN (분카 방송 레코멘!) (2012년 3월 27일 종료) - KAT-TUN 멤버 나카마루 유이치와 함께 방송

### 버라이어티
- 교과서에 싣고 싶다! (2011년 7월 26일 ~ 2012년 9월 4일, TBS)
- 불꽃의 체육대회 (2012년 10월 13일 ~ , TBS)

### CM
- 롯데
  - 〈상(爽)〉 (2001년)
  - 〈크런키〉 (2002년)
  - 〈플러스X〉 (2003년)
- 로토 제약
  - 〈모기타테 과실〉 (2005년)
  - 〈로토C 큐브〉 (2005년)
  - 〈세세라〉 (2007년 ~ )
- 스카이 퍼펙트·커뮤니케이션즈
  - 〈SKY PerfecTV!〉 (2006년)
- NTT 도코모
  - 〈FOMA new9(902iS) 가자 음악! 편〉 (2006년)
  - 〈NTT DoCoMo 903i〉 (2006년)
  - 〈우리들의 자유 편〉 (2007년)

### 솔로 콘서트
- TATSUYA UEDA LIVE 2008 《MOUSE PEACE》 (2008년 9월 8일 ~ 9월 21일, 〈Johnnys Theater〉)
- MOUSE PEACE uniting with FiVe TATSUYA UEDA LIVE 2010 (2010년 8월 4일 ~ 2010년 10월 3일 5도시 7공연)

### 우정출현
- Snowflake（Vocal: 나카마루 유이치）
- 네메시스(사쿠라이 쇼주연드라마, NTV, 2021년4월 11일~현재)-2화, 호시켄쇼역

## 오리지널 솔로곡
- Love in snow
- Pieces
- カキゴオリ / 빙수
- SPARKING
- LOST (KAT-TUN 2nd Album 《cartoon KAT-TUN II You》에 수록)
- 愛の華 / 사랑의 꽃 (KAT-TUN 7th Single 〈DON'T U EVER STOP〉 초회 한정반 3에 수록)
- 腹ペコマン
- Time
- 遥か未来へ / 아득한 미래에
- 育ち島
- Dictator
- teen's
- ヤンキー片想い中♥ / 양키 짝사랑 중♥
- 花の舞う街 / 꽃이 흩날리는 거리 (KAT-TUN 4th Album 《Break the Records -by you & for you-》에 수록)
- RABBIT OR WOLF? (KAT-TUN 5th Album 《NO MORE PAIИ》에 수록)
- MARIE ANTOINETTE
- フレンズ / 프렌즈
- Deep red drop
- ニートまん （KAT-TUN 13th Single 〈CHANGE UR WORLD〉 초회 한정반 2에 수록)
- ～again (KAT-TUN 6th Album 《CHAIN》에 수록)
- RUNAWAY
- HANSEL AND GRETEL
- MONSTER NIGHT (KAT-TUN 7th Album 《쿠사비-kusabi-》 초회 한정반 1에 수록)
- ART OF LIFE (KAT-TUN 8th Album 《come Here》에 수록)